# 南綾子
南 綾子（みなみ あやこ、1981年1月19日 - ）は、日本の小説家。愛知県名古屋市出身。

## 経歴・人物
愛知淑徳短期大学文芸学科卒業。2005年、第4回女による女のためのR-18文学賞大賞を受賞しデビュー。
同じく女による女のためのR-18文学賞からデビューした豊島ミホと親交があり、Podcast「アラサーおんなのすっぴんトーク」を配信していた。

## 作品

### 単行本
- 『ほしいあいたいすきいれて』新潮社、2007年2月
- 『ベイビィ、ワンモアタイム』角川書店、2009年1月
- 『嘘とエゴ』幻冬舎、2010年3月
- 『夜を駆けるバージン』光文社、2011年4月
- 『マサヒコを思い出せない』幻冬舎、2013年2月
- 『わたしの好きなおじさん』実業之日本社、2013年6月
- 『すべてわたしがやりました』祥伝社、2014年3月
- 『婚活1000本ノック』新潮社、2014年12月 / 新潮文庫、2024年1月
- 『ぬるま湯女子会、38度（ときどきちょっと熱い）』双葉社、2016年6月
- 『知られざるわたしの日記 ベテラン処女の最後の一年』双葉社、2017年11月
- 『ぬるま湯女子会』双葉文庫、2018年12月（『ぬるま湯女子会、38度（ときどきちょっと熱い）』文庫改題）
- 『ダイエットの神様』双葉社、2019年10月
- 『21世紀の処女』双葉文庫、2020年8月（『知られざるわたしの日記 ベテラン処女の最後の一年』文庫改題）
- 『結婚のためなら死んでもいい』新潮文庫、2021年2月
- 『タイムスリップしたら、また就職氷河期でした』双葉文庫、2021年10月
- 『死にたいって誰かに話したかった』双葉文庫、2023年1月
- 『俺はこのままひとりぼっちで、いつかおかしくなってしまうんだろうか』双葉文庫、2024年4月
- 『痩せたらかわいくなるのにね?』双葉文庫、2025年2月（『ダイエットの神様』文庫改題）

### アンソロジー収録
- 『Love stories あなたの恋をかえる8の物語』メディア・クライス、2006年5月
- 『蜜の競艶』河出i文庫、2007年9月
- 『文芸あねもね』新潮文庫、2012年2月
- 『10分間の官能小説集』講談社文庫、2012年6月
- 『運命の人はどこですか？』祥伝社文庫、2013年4月
- 『10分間の官能小説集2』講談社文庫、2013年5月
- 『密やかな口づけ』幻冬舎文庫、2014年2月
- 『10分間の官能小説集3』講談社文庫、2014年9月

### 雑誌掲載作品
- 「橋の上の消しゴム」 - 『小説新潮』2008年10月号 掲載
- 「つばめくん」 - 『GINGER L.』2010 WINTER 01（幻冬舎）掲載
- 「ステップアウトは減点」 - 『小説新潮』2010年6月号 掲載
- 「静かな夜のルーティーン 」 - 『小説宝石』2011年4月号 掲載
- 「すてきなおじさん」 - 『問題小説』2011年9月号 掲載
- 「何かが終わるシグナル」 - 『小説宝石』2011年11月号 掲載
- 「せんせいが好き」 - 『月刊ジェイ・ノベル』2011年12月号 掲載
- 「かえるのうたがきこえてくるよ」 - 『小説現代』2012年7月号 掲載
- 「空振り三振、延長突入!」 - 『小説新潮』2016年11月号 掲載